# Areas (Sober)
Areas es una aldea española situada en la parroquia de Rosende, del municipio de Sober, en la provincia de Lugo, Galicia.

## Localización
Está situado a 237 m de altitud, junto al río Cabe. Se encuentra en la carretera que une Rosende con Acedre, junto a la línea de ferrocarril Monforte-Redondela. Hay un pequeño apeadero con servicios de media distancia.

## Demografía
| Gráfica de evolución demográfica de Areas entre 2000 y 2021 |
|                                                             |
| Datos según el nomenclátor publicado por el INE.            |